# Navarre (Ohio)
Navarre – wieś w Stanach Zjednoczonych, w stanie Ohio, w hrabstwie Stark.